# 郑守增
郑守增（1944年6月—2025年3月26日），陕西米脂人，中国人民解放军将领、中国人民解放军中将。

## 生平
1962年11月加入中国共产党，同年12月入伍。 
历任排长、连长、团副参谋长、团参谋长、团长、62师师长、21军参谋长、国防大学战役进修系学员、21集团军副军长、军长。1998年，授予中国人民解放军中将军衔，曾任中国人民解放军兰州军区副司令员。 
2008年，当选第十一届全国政协委员，代表特别邀请人士，分入第五十六组。
2025年3月26日在北京逝世。